# Nicky Law
Nicholas Law, conosciuto come Nicky (Plymouth, 29 marzo 1988), è un allenatore di calcio ed ex calciatore inglese, di ruolo centrocampista.

## Biografia
Suo fratello Josh è anch'egli un calciatore.

## Carriera
Ha giocato nella prima divisione inglese ed in quella scozzese.

## Palmarès

### Club

#### Competizioni nazionali
- Scottish Third Division: 1

Rangers: 2012-2013
- Scottish League One: 1

Rangers: 2013-2014
- Scottish Championship: 1

Rangers: 2015-2016
- Scottish Challenge Cup: 1

Rangers: 2015-2016

### Individuale
- Squadra dell'anno della PFA: 1

League Two 2009-2010